# Myrabolia malgosiae
Myrabolia malgosiae – gatunek chrząszcza z rodziny Myraboliidae.
Gatunek ten opisany został po raz pierwszy w 2011 roku przez Karola Szawaryna i Wiolettę Tomaszewską na podstawie pojedynczej samicy odłowionej w 1976 roku. Epitet gatunkowy nadano na cześć zoolog Małgorzaty Banaszkiewicz.
Chrząszcz o podługowato-owalnym ciele długości 2,35 mm, 2,85 raza dłuższym niż szerokim. Oskórek porastają przeciętnie długie włoski. Ubarwiony jest jednolicie jasnobrązowo. Głowa jest całkowicie prognatyczna. Czułki mają człony czwarty, szósty i ósmy i mniej więcej tak długie jak szerokie, zaś człony trzeci, piąty i siódmy co najmniej nieco dłuższe niż szerokie. Przedplecze ma prostokątny zarys i niemal proste boki z lekko karbowanymi listewkami i zaokrąglonymi ząbkami. Małe i ostre ząbki leżą w kątach tylnych przedplecza. Długość przedplecza wynosi 0,79 jego szerokości. Wierzchołek wyrostka przedpiersia jest ścięty. Szerokość owego wyrostka jest 1,2 raza większa od średnicy bioder przedniej pary i 1,65 raza większa niż rozstaw tychże bioder. Pokrywy są 1,79 raza dłuższe niż szerokie oraz mają brzegi boczne na wysokości barków opatrzone małymi, zaokrąglonymi ząbkami. Odległości między punktami w rzędach pokryw wynoszą trzykrotność ich średnicy. Na wyrostku międzybiodrowym śródpiersia występują duże punkty oddalone od siebie o 1,5–2,5-krotność swoich średnic.
Owad endemiczny dla australijskiej Tasmanii, znany tylko z lokalizacji typowej w południowo-zachodniej części wyspy. Holotyp odłowiono w styczniu.